# Mogliano
Mogliano là một đô thị ở tỉnh Macerata ở vùng Marche, có vị trí cách khoảng 50 km về phía nam của Ancona và khoảng 13 km về phía nam của Macerata. Tại thời điểm ngày 31 tháng 12 năm 2004, đô thị này có dân số 4.919 người và diện tích là 29,3 km².
Mogliano giáp các đô thị: Corridonia, Fermo, Francavilla d'Ete, Loro Piceno, Massa Fermana, Petriolo.